# マイガール (2005年のテレビドラマ)
『マイガール』（朝鮮語: 마이걸（マイゴル））は、2005年12月14日から翌2006年2月2日にかけて韓国SBSで制作・放送されたテレビドラマ。全16話。

## あらすじ
済州島で観光ガイドをしているチュ・ユリン（イ・ダヘ）をトラブルから助けてあげたプレイボーイのソ・ジョンウ（イ・ジュンギ）。彼はユリンに好意を抱く。同じく、済州島で知り合ったホテル会長の御曹司ソル・ゴンチャン（イ・ドンウク）は危篤状態の祖父の為に、孫娘の代役をユリンに依頼する。孫娘と対面したことで、会長の病状は回復するが、ユリンは会長の屋敷に滞在しなければならなくなる。嘘の生活に悩むユリンを陰で支えるジョンウだが、ユリンの気持ちがゴンチャンに傾いていることを知り…。前代未聞の仕事を引き受けたユリンの運命やいかに！？

## キャスト
- チュ・ユリン：イ・ダヘ
- ソル・ゴンチャン：イ・ドンウク
- ソ・ジョンウ：イ・ジュンギ
- キム・セヒョン：パク・シヨン
- チョ・ゲヒョン：チョ・ゲヒョン
- イ・オンジョン：イ・オンジョン

## 韓国国外での放送

### 日本
2007年9月6日12：30からテレビ東京系列で二ヶ国語放送の形で放送された。日本語吹替を担当した声優は以下の通り:
- チュ・ユリン: 小林美佐[1]
- ソル・ゴンチャン: 藤井啓輔[2]
- ソ・ジョンウ: 近藤隆[3]
- キム・セヒョン: 木下紗華[4]

## フィリピン版ドラマ
2008年5月26日から9月5日までABS-CBNで放送。

## 中国版
2011年10月19日に中国の江蘇衛視で放送。中国のリメイク版が制作された。

### キャスト
- 彭小千（ポン・シャオチェン）：應采兒（チェリー・イーン）
- 邵峰（シャオ・フォン）：林志穎（ジミー・リン）
- 徐凱（シュ・カイ）：鄒廷威（ゾー・ティンウェイ）
- 駱瑩瑩（ルオ・インイン）：侯姝（ホー・ジュ）

## 関連商品

### DVD
- マイ・ガール DVD BOX1（2008年2月22日 発売）
- マイ・ガール DVD BOX2（2008年3月26日 発売）
- マイ・ガール スペシャルフィーチャー DVD BOX（2008年02月29日 発売）